# Эммонс, Катержина
Катержи́на Э́ммонс (чеш. Kateřina Emmons, в девичестве — Ку́ркова (чеш. Kůrková); 17 ноября 1983, Пльзень, Чехословакия) — чешская спортсменка, выступавшая в стрельбе из винтовки, чемпионка Олимпийских игр 2008 года.
В 2007 году вышла замуж за американского стрелка, олимпийского чемпиона 2004 года Мэтта Эммонса и взяла его фамилию. Таким образом, теперь это семья двух олимпийских чемпионов.

## Спортивные достижения
- чемпионка Олимпийских игр 2008 года в стрельбе из пневматической винтовки с 10 метров
- серебряный призёр Олимпийских игр 2008 года в стрельбе из винтовки из 3 положений с 50 метров
- бронзовый призёр Олимпийских игр 2004 года в стрельбе из пневматической винтовки с 10 метров
- 9 августа 2008 года в квалификации пекинской Олимпиады повторила рекорд мира в стрельбе из пневматической винтовки на 10 м, выбив максимум — 400 из 400 очков